# Noam Halby
Josef Noam Bonde Halby (født 7. december 1971 på Nørrebro) er en dansk sanger og musiker, der er bedst kendt for at være forsanger i popbandet Johnny Deluxe. Halby har spillet musik, siden han som 8-årig fik sit første trommesæt. Som barn gik han på Kirke Såby skole. Han dannede i 2000 bandet Johnny Deluxe i London sammen med bassist Jakob S. Glæsner og guitarist Søren Itenov. I 2002 sluttede trommeslager Morten Lynggaard sig til bandet.

## Karriere
I april 2009 sang Noam Halby sangen "Hvis du gir lidt af dig" sammen med Nina Forsberg til DR P4 og Danmarks Naturfredningsforenings kampagne for affaldsproblemerne i de danske skove. Deltog i efteråret 2009 i Vild med dans, hvor han endte på en 7. plads sammen med dansepartneren Katrine Bonde. De to dannede også par privat fra december 2009 til marts 2010 og senere igen fra juni 2010.
Noam Halby var komponist på sangen "Gloria" som færøske Jens Marni optrådte med til Dansk Melodi Grand Prix 2010. I januar 2012 valgte Noam Halby at gå solo efter opløsningen af bandet Johnny Deluxe i januar.
Han har udgivet flere singler som soloartist; "Kildevand og Kærlighed" (30. april 2011), "Det siger alt" (27. februar 2014) og "Hjertet & Hjernen" (10. marts 2014).
I 2016 blev Johnny Deluxe gendannet og udgav en single kaldet "Til verdens ende".

## Diskografi

### Med Johnny Deluxe
- 2004 Johnny Deluxe
- 2005 LUXUS
- 2008 De knuste hjerters klub

### Singler
- 2009 "Hvis du gir lidt af dig" med Nina Forsberg
- 2011 "Kildevand og Kærlighed"
- 2014 "Det siger alt"
- 2014 "Hjertet & Hjernen"

## Privatliv
Noam Halby har en voksen søn, Rasmus. I 2009 deltog han i TV2-programmet Vild med dans, hvor han var dansepartner til Katrine Bonde. De blev forlovet og i 2016 blev de gift. De har fået to børn sammen, sønnen Milas i 2012 og datteren Saga i 2017.